# أذينة خشنة
الأذينة الخشنة (باللاتينية: Phlomis rigida) نوع نباتي يتبع جنس الأذينة من الفصيلة الشفوية.

## الموئل والانتشار
موطن هذا النوع بلاد الشام وتركيا.

## مرادفات للاسم العلمي
- (باللاتينية: Anemitis rigida (Labill.) Raf.)
- (باللاتينية: Phlomis shepardii Post)